# Liu Biao
Liú Biǎo (chinesisch 劉表 / 刘表, IPA (hochchinesisch) [li̯oʊ̯35 b̥i̯ɑo̯214], Großjährigkeitsname Jingsheng 景升; * 142; † 208) war der Gouverneur der Jing-Provinz (heute Hubei) unter der Han-Dynastie.
Liu Biao war ein Nachkomme des Kaisers Jing von Han und somit ein Mitglied der kaiserlichen Familie. Er arbeitete zunächst für den Verwalter von Nanyang, Wang Chang. In den 160er Jahren trat Liu Biao für Verwaltungsreformen ein und schloss sich dem Kreis um Zhang Jian an, der 169 des Verrats beschuldigt wurde. Liu Biao wurde aus seinem Amt ausgestoßen und lebte einige Jahre als Privatmann. Im Jahr 184 wurde er wieder in die Reichsverwaltung aufgenommen und arbeitete für den Oberkommandierenden der Streitkräfte He Jin.
Während der Herrschaft des minderjährigen Kaisers Xian von Han, der unter der Kontrolle des Kriegsherrn Dong Zhuo stand, wurde Liu Biao im Jahr 190 zum Inspektor der Jing-Provinz ernannt. Sein Vorgänger Wang Rui war zuvor vom General Sun Jian getötet worden. Liu Biao begab sich auf Schleichwegen in die Jing-Provinz, gewann die Unterstützung von einigen örtlichen Offizieren und eroberte die Region um Xiangyang am Han Jiang. Im Jahr 191 besiegte und tötete er den General Sun Jian, der im Dienst des Kriegsherrn Yuan Shu stand. Damit hatte Liu Biao seine Herrschaft über Xiangyang gefestigt. Im Jahr 192 erklärte er den neuen Regenten des Kaisers, Li Jue und Guo Si, seine Loyalität und wurde zum Gouverneur und General ernannt. Einen Aufstand seines Verwalters Zhang Xiu in den späten 190er Jahren konnte er unterdrücken.
Aus den Kämpfen zwischen Sun Quan im Süden und Cao Cao im Norden hielt sich Liu Biao lange Zeit heraus. Er nahm jedoch den flüchtigen Offizier Liu Bei auf und vermittelte brieflich zwischen Yuan Shang und Yuan Tan, den Söhnen des gefallenen Kriegsherrn Yuan Shao. Durch seine Vermittlung vereinigten sie ihre zersplitterten Streitkräfte und leisteten Cao Cao Widerstand. Liu Biao ging jedoch nicht selbst gegen Cao Cao vor, der seine Macht im Norden weiter ausbaute.
Im Jahr 208 mobilisierte Cao Cao seine Streitkräfte gegen die Jing-Provinz, während gleichzeitig Sun Quan von Süden her Liu Biaos Offizier Huang Zu besiegte. Im Herbst des Jahres starb Liu Biao. Seine Söhne Liu Zong und Liu Qi stritten um die Nachfolge, während Cao Cao in die Provinz einfiel und sie eroberte.